# Welcome Back
Pour les articles homonymes, voir Aloha (homonymie).
Pour plus de détails, voir Fiche technique et Distribution.
Welcome Back (titre original : Aloha) est une comédie romantique américaine coproduite, écrite et réalisée par Cameron Crowe, et sortie en 2015.

## Synopsis
Brian Gilcrest (Bradley Cooper), un ex-militaire de renom, revient à la base de l'US Air Force à Hawaï où il a vécu, en vue de gérer un contrat pour une société civile de lanceurs de fusées dirigée par Carson Welch (Bill Muray). Il retrouve son ancien amour de jeunesse, Tracy Woodside (Rachel McAdams). Cette dernière est maintenant mariée à un pilote, ancien collègue de Brian, avec qui elle a eu deux enfants. Brian apprend par la suite que la fille aînée est sa propre fille, élevée par son ancien collègue.
L'armée lui assigne  un officier de liaison, la capitaine Allison Ng (Emma Stone), très imprégnée de culture hawaïenne (elle a un quart de sang hawaïn). Mais contre toute attente, il tombe sous son charme. Il réussit à négocier avec le roi autochtone un droit d'emprise sur une ancienne terre sacrée, contre la promesse que les fusées n'emporteront pas d'arme, ce qui n'est pas le cas, et Brian Gilcrest parviendra à détruire la fusée porteuse d'une ogive nucléaire en plein vol.

## Fiche technique
- Titre original : Aloha
- Titre français : Welcome Back
- Titre québécois : Sur le sable
- Réalisation et scénario : Cameron Crowe
- Direction artistique : Clay A. Griffith
- Décors : Peter Borck
- Costumes : Deborah Lynn Scott
- Montage : Joe Hutshing
- Musique : Mark Mothersbaugh
- Photographie : Éric Gautier
- Production : Cameron Crowe et Scott Rudin
- Sociétés de production : Scott Rudin Productions et Sony Pictures Entertainment
- Société de distribution :  Columbia Pictures
- Budget : 37 millions de dollars
- Pays d’origine :  États-Unis
- Langue originale : anglais
- Durée : 105 minutes
- Format : couleur — 1,85:1 — 35 mm — son Dolby Digital
- Genre : comédie romantique
- Dates de sortie[2] :
  -  États-Unis : 29 mai 2015
  -  France : 19 octobre 2015 sur Netflix[3]; janvier 2016 (VOD et DHD)

## Distribution
- Bradley Cooper (VF : Alexis Victor) : Brian Gilcrest
- Emma Stone (VF : Élisabeth Ventura) : Allison Ng
- Rachel McAdams (VF : Noémie Orphelin) : Tracy Woodside
- Bill Murray (VF : Pierre Dourlens) : Carson Welch
- John Krasinski (VF : Stéphane Pouplard) : John « Woody » Woodside
- Danny McBride (VF : Lionel Tua) : le colonel Lacy
- Alec Baldwin (VF : Bernard Lanneau) : le général Dixon
- Bill Camp (VF : Patrick Bethune) : Bob Largent
- Michael Chernus : (VF : Christophe Lemoine) : Roy
- Jaeden Lieberher : Mitchell
- Danielle Rose Russell (VF : Camille Timmerman) : Grace
- Edi Gathegi : le colonel Curtis
- Ivana Miličević : la biographe de Carson
- Bumpy Kanahele (en) (VF : Lucien Jean-Baptiste) : lui-même

 Source et légende : version française (VF) sur RS Doublage

## Accueil

### Accueil critique
Welcome Back rencontre un accueil négatif des critiques lors de sa sortie, avec 20 % d'opinions favorables sur les 132 critiques collectées par le site Rotten Tomatoes, obtenant une moyenne de 4,3⁄10 et un score de 40⁄100 sur le site Metacritic, pour 36 critiques.

### Box-office
Sorti dans 2 815 salles aux États-Unis, le long-métrage se contente de prendre la sixième place du box-office avec 9 670 235 $ le week-end de sa sortie. Considéré comme un échec commercial aux États-Unis, en dépit du casting et du sujet, Welcome Back voit sa sortie en salles en France (prévue pour début septembre 2015) annulée en raison de cette contre-performance américaine. Le film connaîtra cependant une sortie en VOD et DHD en janvier 2016,.